# Wardia hygrometrica
Wardia hygrometrica là một loài rêu trong họ Wardiaceae. Loài này được Harv. & Hook. mô tả khoa học đầu tiên năm 1837.